# Waisentunnel

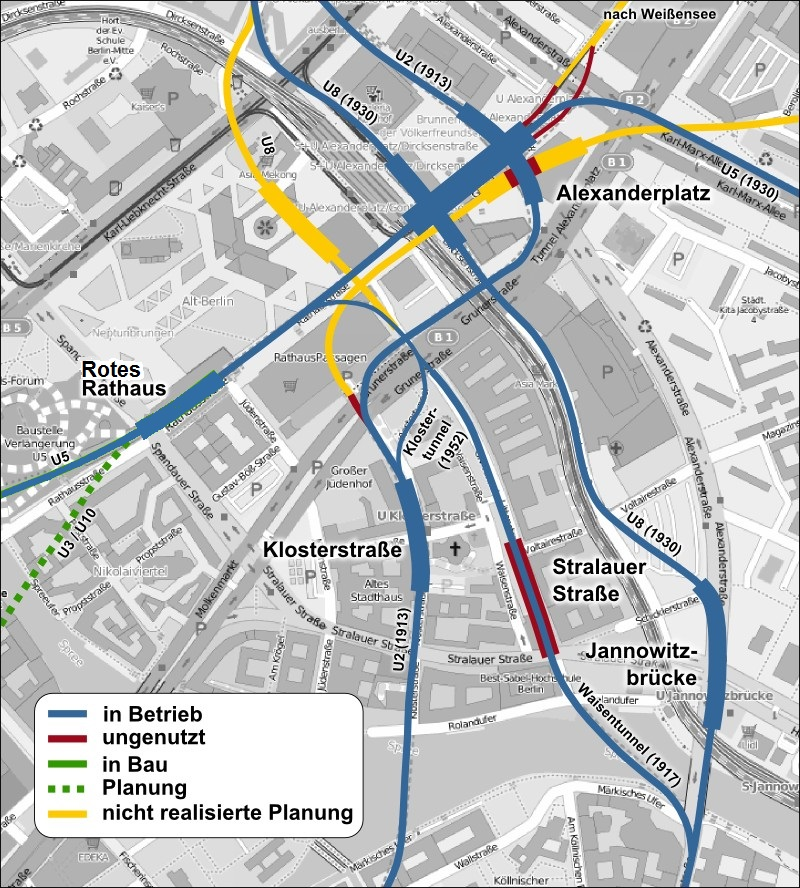
Lage des Waisentunnels südlich der heutigen U-Bahn-Linie U8

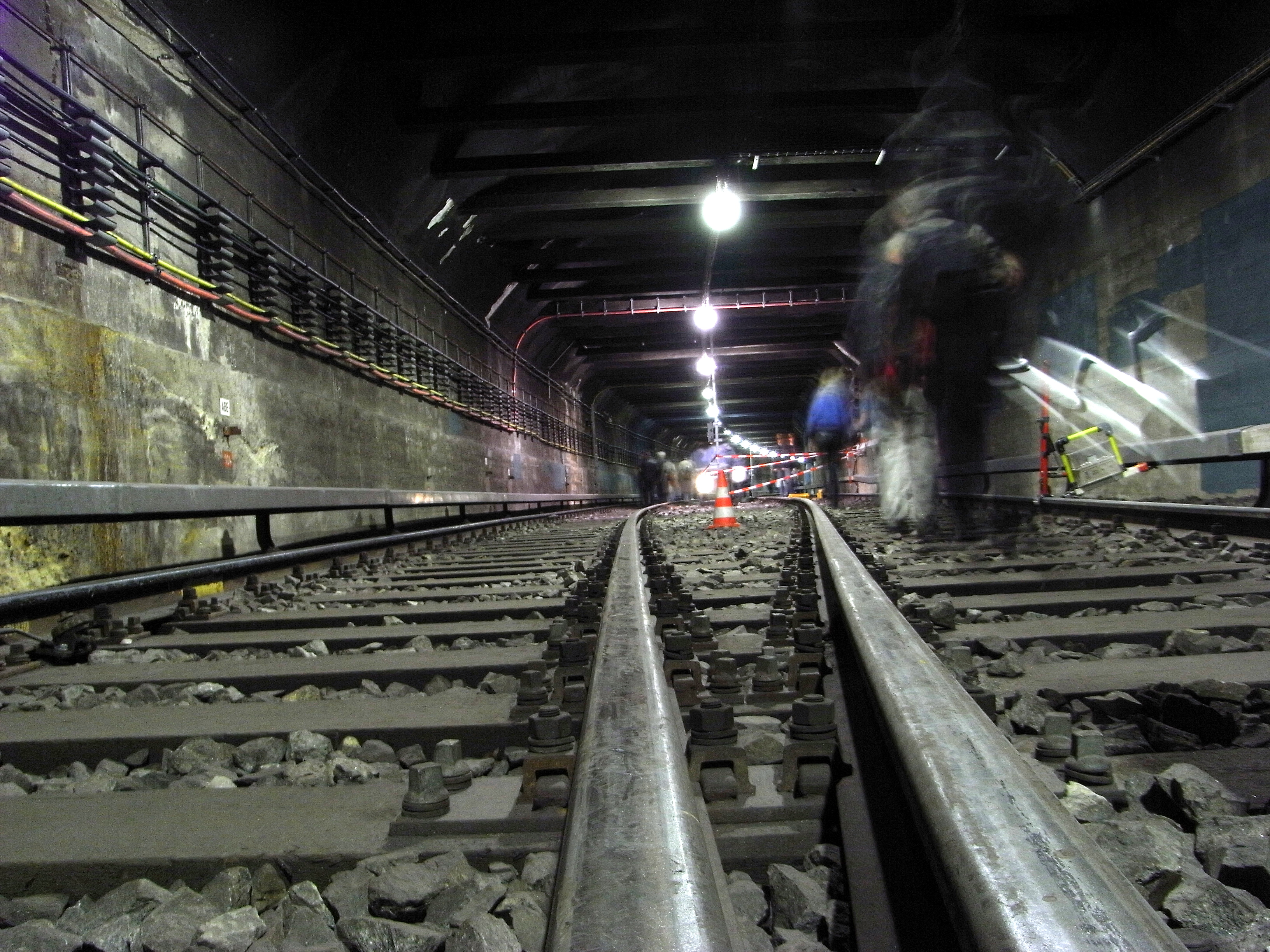
Waisentunnel

Der Waisentunnel ist ein nur für Betriebsfahrten genutzter U-Bahn-Tunnel im Berliner Ortsteil Mitte zwischen den Linien U8 und U5.

## Verlauf
Der Tunnel beginnt südlich des U-Bahnhofs Jannowitzbrücke und mündet in die Wendeanlage westlich des U-Bahnhofs Alexanderplatz. Vom Waisentunnel zweigt der sogenannte „Klostertunnel“ zur U-Bahn-Linie U2 ab.
Die Länge des Waisentunnels beträgt 865 Meter. Im südlichen Bereich befindet sich ein 120 Meter langes Abstellgleis. Der Tunnel beginnt etwa an der Einmündung Märkisches Ufer in die Brückenstraße, unterquert die Spree und folgt anschließend der Littenstraße, bis er unter der Rathausstraße in die Strecke E einmündet. Der Name des Tunnels leitet sich von der Waisenbrücke und der Waisenstraße ab, die der Verlauf des Tunnels am nördlichen Spreeufer kurz berührt.

## Geschichte
Die Planungen für diese U-Bahn-Strecke trieb die Firma AEG voran. Sie wollte eine Großprofillinie zwischen Gesundbrunnen und Neukölln errichten. Der Vertrag für den Bau wurde 1912 mit der Stadt Berlin abgeschlossen. Die Fertigstellung war für 1918 geplant. Durch den Ersten Weltkrieg konnte der Bau nicht gewinnbringend abgeschlossen werden und die AEG gab das Bauprojekt auf. Einige Abschnitte waren bereits fertiggestellt. So war der Spreetunnel bereits gebaut und unter der Littenstraße befand sich der Rohbau eines U-Bahnhofs mit dem Planungsnamen Stralauer Straße.
Als die Stadt Berlin 1926 die Bauarbeiten an der Strecke zwischen Gesundbrunnen und Neukölln wieder aufnahm, wurde unter anderem im zentralen Bereich die Streckenführung geändert. Die Strecke folgte nun der Brückenstraße unter der Jannowitzbrücke entlang, verschwenkte nachfolgend in die Dircksenstraße und hatte so besseren Anschluss an die weiteren Linien am Alexanderplatz. Der teilweise fertiggestellte zweigleisige Tunnel der AEG wurde eingleisig weitergebaut und als Verbindungsgleis zur damaligen Linie E Anfang der 1930er Jahre in Betrieb genommen.
Während des Zweiten Weltkriegs wurde der Waisentunnel im Bereich des Bahnhofs Stralauer Straße in einen Luftschutzraum umgebaut. Dieser ist 260 Meter lang und hat eine nutzbare Fläche von 1200 m².
Die Fahrzeuge der Bauart E III, die im ehemaligen Ostteil der Stadt auf der Linie E (heute: U5) eingesetzt wurden, können diesen Verbindungstunnel wegen der Wagenmaße nicht befahren. Somit sind die noch vorhandenen Fahrzeuge der AGU (Arbeitsgemeinschaft Berliner U-Bahn) nicht für Sonderfahrten auf den anderen Großprofil-Strecken einsetzbar.

## Erneuerung der Spree-Unterfahrung
Der Tunnelabschnitt unter der Spree wies von Beginn an Undichtigkeiten auf. Ein erster Sanierungsversuch erfolgte 1930, indem eine dünne Innenschale in den Tunnel eingebaut wurde. Das Eindringen von Wasser konnte hiermit aber nicht vollständig beseitigt werden.
Nachdem Anfang 2017 verstärkt Risse auftraten, musste die Innenschale kurzfristig abgestützt werden. Das hierdurch blockierte Gleis ist aufgrund der 2016 begonnenen Sanierungsarbeiten im nördlichen Abschnitt des Tunnels ohnehin außer Betrieb. Anschließend soll in einem rund 200 Meter langen Abschnitt unter der Spree die Tunneldecke abgebrochen und ein neuer Tunnel mittels vorgefertigter Segmente innerhalb des verbliebenen Tunnelrests erstellt werden. Die Fertigteile sollen hierbei eingeschwommen und unter Wasser abgesenkt werden.
Die Planungsleistungen zur Sanierung des Waisentunnels sollten bis Ende 2020 vergeben werden. Die auf drei Jahre veranschlagten Bauarbeiten sollten Mitte 2022 beginnen. Die BVG schätzte die Planungs- und Baukosten auf 30 Millionen Euro.
Im September 2021 wurde bekannt, dass der Waisentunnel in der bisherigen Form nicht zu erhalten ist, da der Erhaltungszustand zu schlecht ist. Da dieser Tunnel für die Wartung der U5-Züge eine zentrale Bedeutung hat, ist geplant, ihn bis 2028 durch einen Neubau zu ersetzen. 2024 wurden 55,5 Millionen Euro für die Baukosten veranschlagt. Stand Mai 2025 bereiteten sich die Berliner Verkehrsbetriebe auf einen Baubeginn Ende 2025 unmittelbar mit Vorliegen des Planfeststellungsbeschlusses vor.

## Der Tunnel als Teil einer Flucht aus Ost-Berlin
Am 8. Februar 1980 flüchtete ein Stellwerksmeister des VEB Kombinats Berliner Verkehrsbetriebe, Dieter Wendt, mit seiner Ehefrau und der Familie seines Cousins durch den Waisentunnel nach West-Berlin:
Vom allgemein zugänglichen U-Bahnhof Klosterstraße gingen sie unbemerkt zu Fuß durch den Klostertunnel und den Waisentunnel bis zu einem Schott kurz vor dem Tunnel, in dem die West-Berliner Züge der Linie 8 den Ostteil der Stadt ohne Halt durchfuhren. Das Schott, das die Tunnel gegen eventuell eindringendes Hochwasser der Spree sichern sollte, wies darüber zwar eine Kammer auf (in der nunmehr vier Personen untergebracht wurden), die allerdings von der Seite des Tunnels der Linie 8 aus abgeschlossen war.
Stellwerksmeister Dieter Wendt ging nunmehr zu Fuß den Weg zurück und anschließend durch die Berliner Straßen bis zum U-Bahnhof Jannowitzbrücke, wo er sich für nötige Arbeitsaufgaben an der Strecke anmeldete. Er befreite nunmehr von dem Tunnel der Linie 8 ausgehend seine Frau und die Familie seines Cousins. Anschließend gab er mit einer rot abgeblendeten Handlampe Haltesignal an den nächsten U-Bahn-Zug, wofür er vorsorglich auch die in der Nähe befindliche Fahrsperre ausgelöst hatte.
Der Triebfahrzeugführer der West-Berliner U-Bahn, der zwar die strikte Anweisung hatte, jeden Halt zu vermeiden, hielt aufgrund der Rot-Signale nicht nur an, sondern versteckte auch die Flüchtlinge im Führerstand seines U-Bahn-Zuges: Im Plan gab es gerade dafür im Vorfeld keinerlei Garantie. Er wies allerdings die fünf Personen an, sich in der engen Kabine auf den Bauch zu legen, passierte auf diese Weise von den Grenzsoldaten unbemerkt den Grenzbahnhof der U-Bahn Heinrich-Heine-Straße und nahm sie so mit nach West-Berlin.